# Grzbiet Maskareński

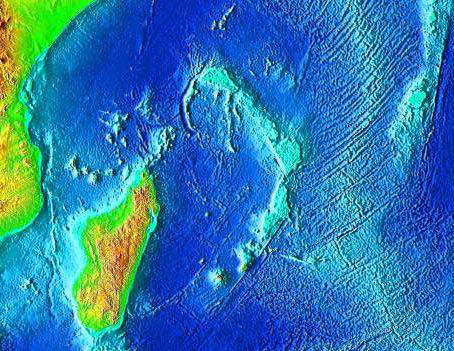
Mapa batymetryczna wschodniego Oceanu Indyjskiego z widocznym Grzbietem Maskareńskim

Grzbiet Maskareński (ang. Mascarene Plateau, Seychelles Ridge) – podwodny płaskowyż w Oceanie Indyjskim, położony na północ i na wschód od Madagaskaru. Płaskowyż rozciąga się w przybliżeniu 2000 km od Seszeli na północy do wyspy Reunion na południu i obejmuje obszar ponad 115 000 km² płycizny, z głębiami od 8–150 metrów, górujący ponad dochodzącą do 4000 metrów równiną abisalną. Jest to największy podmorski płaskowyż w Oceanie Indyjskim. Grzbiet płaskowyżu rozciąga się pomiędzy 4°S 54°E/-4,000000 54,000000 a 21°S 63°E/-21,000000 63,000000.
Północna część Grzbietu Maskareńskiego obejmuje Seszele i Wyspy Agalega. Południowa część płaskowyżu obejmuje wyspy Maskareny, ławicę Saya de Malha Bank, Nazareth Bank, Soudan Banks i Hawkins Bank. Maskareny są górzystymi wyspami, należą do nich Mauritius, Reunion, Rodrigues i ławica Cargados Carajos.